# Teopomp de Quios
Teopomp (grec antic: θεόπομπος, llatí: Theopompus) fou un historiador grec del segle iv aC natural de Quios, fill de Damasístrat i germà del retòric Caucal de Quios (grec antic: Καύκαλος). Tot i que cap de les seves obres no s'ha conservat, a l'antiguitat tengué una gran popularitat la seva història sobre el regnat de Filip II de Macedònia (360–336 aC), el pare d'Alexandre el Gran.

## Biografia
Va estudiar a l'illa a l'escola d'Isòcrates d'Atenes i va ser company d'Èfor. Va acompanyar el seu pare quan va ser desterrat per defensar els interessos espartans a Quios; no se sap del cert en quin any, però va poder tornar a l'illa aproximadament el 333 aC, quan tenia 45 anys i el seu pare ja havia mort, després que el govern de l'illa autoritzés la tornada dels exiliats a petició d'Alexandre el Gran, segons que diu Foci.
Abans d'anar a l'exili va seguir les classes d'Isòcrates amb gran aprofitament, i va ser considerat pels antics el més gran de tots els seus deixebles, com diuen Plutarc, Dionís d'Halicarnàs i Foci. Seguint el consell d'Isòcrates, Teopomp no va dedicar la seva capacitat oratòria als plets sinó que la va aplicar a la història, segons diu Ciceró. Va compondre diversos discursos coneguts per eidètics, que consistien en narracions de temes prefixats sobre fets reals que eren pronunciades com a exhibició, com ara elogis a les ciutats-estat o a individus concrets. Ell mateix explica que va fer aquestos discursos arreu de Grècia amb grans aclamacions pels seus poders oratoris, ja que la seva fortuna li permetia no haver de dedicar-se a escriure per altres.
Va participar en un concurs d'oratòria a Halicarnàs, en honor del difunt Mausol de Cària, el 352 aC, en el que es va enfrontar al seu mestre Isòcrates i a Naucrates, i va obtenir la victòria, i la mateixa Artemísia, la vídua de Mausol, li va entregar el premi.
Després del 333 aC va adquirir una posició dirigent a l'estat de Quios, però el seu temperament i el seu suport al partit aristocràtic li va crear aviat molts d'enemics, entre els quals, principalment, Teòcrit, un altre deixeble d'Isòcrates i oposat a Alexandre el Gran. Quan Alexandre va morir i la casa reial macedònia es va esvair en pocs anys, va perdre progressivament la seva posició i finalment fou desterrat de Quios potser el 306 aC o el 305 aC. Va anar a Egipte vers el 305 aC a 73 anys. Ptolemeu I Sòter no el va voler rebre i fins i tot el volia executar, però alguns dels amics de l'orador van intercedir a favor seu. Va morir el 303 aC o poc després.

## Obres
De l'obra de Teopomp no s'ha conservat més que fragments, de manera que la major part dels judicis dels seus escrits prové dels comentaris d'altres autors. Teopomp és elogiat tant per Dionís d'Halicarnàs com per altres antics escriptors per la seva diligència i precisió, però l'acusen al mateix temps de l'extravagància de les seves lloances i censures. Molts dels seus judicis sobre esdeveniments i personatges estaven expressats amb tanta severitat que els antics escriptors parlen de la seva malignitat, i l'anomenen un malvat, com ara Corneli Nepot, Climent d'Alexandria, Llucià de Samosata, Plutarc i Polibi. Sembla que el seu temperament superava sovint el seu judici i l'impedia d’expressar-se amb la imparcialitat d'un historiador. Els antics també culpen Teopomp d'introduir innombrables faules a la seva història, per exemple Ciceró i Claudi Elià. L'estil de Teopomp seguia el model d'Isòcrates, i tenia els mèrits i els defectes del seu mestre. Era pur, clar i elegant, però amb poc vigor, carregat d'ornaments i, en general, massa artificial.
Les seves obres més conegudes foren:
- Unes Hel·lèniques (grec antic: Ἐλληνικαὶ ἱστορίαι o Σύνταξις Ἑλληνικῶν), una història de Grècia en 12 llibres que era continuació de la de Tucídides: començant l'any 411 aC i fins al 394 aC, durant la Guerra de Corint, quan la flota persa, dirigida per l'almirall atenès Conó, va destruir completament la flota espartana dirigida pel general Pisandre d'Esparta a la batalla de Cnidos.
- Una Història de Filip II (grec antic: Φιλιππικὰ o Ἰστορίαι (κατ᾽ ἐξοχὴν), en 58 llibres, de l'inici del seu regnat el 360 aC fins a la seva mort l'any 336 aC, segons Diodor de Sicília. Aquesta obra no es va limitar als fets de Filip, sinó que aportava temes d'altres llocs i països per donar compte dels altres estats grecs. Aquestes digressions ocupaven de vegades diversos llibres, i Diodor diu que els números 41, 42 i 43 estaven dedicats a la història de Sicília. No parlava només de fets contemporanis, sinó que es remuntava a èpoques fabuloses i mítiques. Aquestes digressions eren la part fonamental de l'obra, ja que els llibres que parlaven pròpiament de Filip només eren setze. Els escriptors antics citen el llibre moltes vegades i se n'han conservat fragments importants.

Addicionalment, la Suïda li atribueix un epítom de les Històries d'Heròdot (grec antic: Ἐπιτομὴ τῶν Ἡρρδότου ἱστοριῶν), i també se citen diversos discursos i panegírics que, probablement, eren part d'una de les seves dues obres i que circularen per separat (Συμβουλαὶ πρὸς Ἀλέξανδρον o Ἐπιστολὴ πρὸς Ἀλέξανδρον, Κατὰ Πλάτωνος διατπιβή, Περὶ εὐσεβείας).
Anaxímenes de Làmpsac va publicar amb el nom de Teopomp de Quios una història de Grècia que Pausànias anomena τὰ ἐν Ἕλλησιν ἀρχαῖα i Ateneu de Nàucratis i Diodor de Sicília, Πρώται ἱστορίαι (Primeres històries), en 12 volums, que explica la història de Grècia de les primeres èpoques fins a la Batalla de Mantinea i la mort d'Epaminondes. Com que Anaxímenes era un retòric molt hàbil, en aquesta obra calumniava les tres ciutats més importants de Grècia, Esparta, Atenes i Tebes, i la va publicar amb el nom del seu enemic personal, tot imitant-ne l'estil. L'obra va circular per tota Grècia, i va contribuir al desprestigi de Teopomp.